# Вольдемар Крістофер Бреггер
Вольдема́р Крісто́фер Бре́ґґер (норв. Waldemar Christofer Brøgger; 10 листопада 1851, Осло — 17 лютого 1940, Осло) — норвезький петрограф, професор мінералогії і геології в університеті міста Осло та його ректор у 1907—1911 роках.
Працював над питаннями хімічного розщеплення (диференціації) магми (1890). Першим ввів у петрографію назви «лейкократові» (домінують безкольорові компоненти) та «меланократові» (домінують кольорові компоненти) жили, «монцонітові породи». Вперше науково описав карбонатити. На його честь названо мінерал брегерит.